# Aeródromo San Andrés
El Aeródromo San Andrés (OACI: SCDS) es un terminal aéreo ubicado cerca de Retiro, en la Provincia de Linares, Región del Maule, Chile. Es de propiedad privada.